# International Association for Pattern Recognition
International Association for Pattern Recognition (association internationale pour la reconnaissance des formes), abrégé en « IAPR » est une association internationale d'organisations sans but lucratif, scientifiques ou professionnelles (de portées nationale, multinationale ou internationale) dont l'objet est la reconnaissance des formes, la vision par ordinateur et le traitement d'images au sens large. En général, une seule organisation en fait par pays, et les personnes participantes le font à travers leur organisation nationale. Le relais français de l'association est l'Association Française pour la Reconnaissance et l'Interprétation des Formes (AFRIF).

## Publications
L'IAPR publie quatre publications académiques principales : 
- La Newsletter de l'IAPR publiée trimestriellement ;
- Pattern Recognition Letters, publiée mensuellement par Elsevier ;
- Machine Vision and Applications, publiée tous les deux mois par Springer Verlag ;
- International Journal on Document Analysis and Recognition[3], publiée trimestriellement par Springer Verlag ;

## Conférences
L'IAPR organise plusieurs cycles de conférences, à savoir : 
- International Conference on Pattern Recognition in Bioinformatics (en), 10 conférences entre 2006 et 2016
- International Conference on Pattern Recognition and Image Analysis (en), depuis 1991
- International Conference on Document Analysis and Recognition (en), biennale, qui a lieu depuis 1991 ; les dernières réunions spnt 
  - 2013 - Washington, DC, États-Unis [4]
  - 2015 - Nancy, France [5]
  - 2017 - Kyoto, Japon [6]
  - 2019 - Sydney, Australie
  - 2021 - Montreux, Suisse
- International Conference on Pattern Recognition, biennale ; la 24e conférence est celle de 2018
  - 2014 - Stockholm, Suède [7]
  - 2016 - Santiago, Chili [8]
  - 2018 - Pékin, Chine [9]

## Prix
Le prix IAPR Fellow est décerné tous les deux ans depuis 1994 pour récompenser des contributions remarquables dans le domaine de la reconnaissance des formes.